# 施主 (半导体)

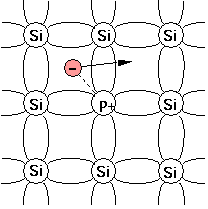
磷原子在二維的矽晶格中作為施體。

施主（英語：donor）又稱施子、施主、施主雜質，是N型半導體中所摻雜入的五價原子，如：磷、砷、銻。換句話說，本質半導體摻雜入施體元素後就會變成N型半導體。